# Пауль Кречмер
Па́уль Кре́чмер (нім. Paul Kretschmer; 2 травня 1866, Берлін — 9 березня 1956, Відень) — німецький філолог, дослідник давньогрецької мови та новогрецької, її діалектів, а також мови етрусків.

## Біографія
Освіту здлобув в Берліні, навчався у Германа Дільса. У 1897—1899 роках — екстраординарний професор порівняльного мовознавства у Марбурзькому університеті, потім до 1936 роав — професор Віденського університету.
Особливе значення мала книга Кречмера «Вступ до історії грецької мови» (нім. Einleitung в Die Geschichte дер griechischen Sprache; 1896), в якій було вперше широко розглянуто питання догрецького мовного субстраті у Середземномор'ї. Серед інших важливих робіт Кречмера — «Дослідження з індогерманского наголосу і тону» (нім. Indogermanische Акцент-Und Lautstudien; 1891), «Написи на грецьких вазах» (нім. Die Griechische Vaseninschriften; 1894), «Написи з Орнавассо і лігурська мова» (нім. Die Inschriften фон Ornavasso Und Die ligurische Sprache; 1902). У 1917 році Кречмер підготував книгу «Грецькі народні казки» (нім. Griechische Volksmärchen).
Крім того Паулю Кречмеру належить низка досліджень діалектів новогрецької мови та навіть румейської мови греків Приазов'я. Кречмер запропонував найпопулярніші нині серед мовознавців-неоелліністів теорії походження румейської мови.